# Buezo
Buezo es una localidad del municipio burgalés de Salinillas de Bureba, en la Comunidad Autónoma de Castilla y León (España). 
La iglesia está dedicada a san Millán abad.

## Localidades limítrofes
Confina con las siguientes localidades:
- Al norte con Piérnigas.
- Al este con Salinillas de Bureba.
- Al suroeste con San Pedro de la Hoz y Galbarros.
- Al oeste con Quintana-Urria.
- Al noroeste con Rojas.

## Demografía
Evolución de la población
| Gráfica de evolución demográfica de Buezo entre 2000 y 2017        |
|                                                                    |
| Población de derecho (2000-2017) según el padrón municipal del INE |

## Historia

### Descripción en el Diccionario Madoz
Así se describe a Buezo en el tomo IV del Diccionario geográfico-estadístico-histórico de España y sus posesiones de Ultramar, obra impulsada por Pascual Madoz a mediados del siglo XIX:

BUEZO: villa con ayuntamiento en la provincia, diócesis, audiencia territorial y capitanía general de Burgos (6 ½ leguas), partido judicial y administración de rentas de Briviesca (1); Situada en la falda de la sierra de Betayo, en una hondonada, resguardada del viento E pero batida por los demás cardinales, sin embargo que la circundan por N y S las sierras de Serratón y Valdornos; su clima es bastante saludable. Se compone de 13 casas de un solo piso diseminadas por el pueblo, entre las que se encuentra la iglesia parroquial bajo la advocación de San Millán, servida por un cura párroco y sacristán, nombrados por el ordinario. Confina por N Quintana-Suso; E Salinillas; S San Pedro de la Hoz, y O Rojas. En la sierra del N, bastante elevada y árida, se halla el célebre Santuario de Santa Casilda, virgen, hija de un rey moro, llamado según algunos Almenón; su pequeña iglesia es muy hermosa y en ella se conserva el cuerpo de la santa; es visitado con frecuencia en todos tiempos, no solo por los naturales del país, sí que también por muchos de las provincias Vascongadas y la Rioja, habiéndolo verificado algunas veces nuestros reyes, y en el año de 1828 Fernando VII con su esposa Doña María Amalia, quienes después de tomar algunas reliquias del cuerpo de la santa le hicieron varios donativos; le sirve un capellán bien dotado, con parte de las rentas que posee el santuario y las muchas limosnas de sus devotos, y un ermitaño, los cuales tienen su casa bastante cómoda; hay también una magnífica hospedería completamente abastecida de todo lo necesario a los concurrentes, la que no obstante se provee el segundo domingo de julio, día en que se celebra la función su patrono el Ilustrísimo cabildo de Burgos; hacia el NO hay un abundante manantial de agua dulce, llamado pozo de Santa Casilda por la profundidad que tiene en su nacimiento; es tan caudaloso, que a pocos pasos da movimiento a un molino harinero y un batán; a la izquierda de este manantial brotan otros de menos agua que nombran Lagos de San Vicente, y son unos estanques naturales, sin que el arte haya contribuido ni aun siquiera a cubrirlos para la decencia y abrigo de los que concurren a ellos por la salubridad de sus aguas, que se dice ser útiles contra las hemorragias, y es fama vino a ellos aquella santa, dejando la corte y palacio de su padre; otros por el contrario, no creen que estas aguas contengan virtud alguna, siendo esto lo más verdadero. El terreno es delgado y húmedo, donde se ve palpablemente la descomposición de las piedras o peñas que le rodean; sus caminos son locales, de herradura y la correspondencia la recibe de Briviesca. Producciones: trigo, cebada, centeno, lino y pocas legumbres; algún ganado lanar y cabrío. Población: 8 vecinos, 17 almas. Capital productivo: 251.700 reales. Imponible: 27.013. Contribución: 755 reales.
Diccionario geográfico-estadístico-histórico de España y sus posesiones de Ultramar